# استان چیانگ ری
استان چیانگ رای  یا چیانگ ری یکی از استانهای کشور تایلند است. مساحت آن ۱۱٬۶۷۸٫۴ کیلومترمربع می‌باشد. جمعیت این استان در سال ۲۰۰۲ بالغ بر ۱۱۲۰۰۰۰ نفر برآورد شده است .
استان چیانگ رای از نظر تقسیمات کشوری بخشی از ناحیه شمال تایلند به حساب می آید. مرکز این استان شهر چیانگ رای است.